# Radomski
Radomski là một huyện thuộc tỉnh Mazowieckie của Ba Lan. Huyện có diện tích 1530 km². Đến ngày 1 tháng 1 năm 2011, dân số của huyện là 147793 người và mật độ 97 người/km².